# Rendham
Rendham är en by och en civil parish i distriktet East Suffolk, Suffolk, England. Civil parish har 262 invånare (2001).